# Танака Кане
Танака Кане (яп. 田中カ子, при народженні Ота; 2 січня 1903, селище Вадзіро, повіт Касуя (зараз район Хіґасі), Фукуока, Префектура Фукуока, Японська імперія — 19 квітня 2022 року, Фукуока, Префектура Фукуока, Японія) — японська супердовгожителька. З 22 липня 2018 року по 19 квітня 2022 року була найстарішою повністю верифікованою людиною у світі. Її вік становив 119 років і 107 днів, її вік було підтверджено Групою геронтологічних досліджень., та Книгою рекордів Гіннеса. 18 червня 2019 року, після смерті італійської супердовгожительки Марії-Джузеппи Робуччі-Нарджизо Танака стала останньою повністю верифікованою людиною, яка народилася в 1903 році. Станом на 25 квітня 2022 року є другою найстарішою повністю верифікованою людиною в світовій історії (після Жанни Кальман) і найстарішою людиною в історії Японії та Азії.

## Життєпис

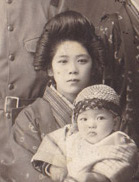
Танака Кане (1920)

Ота Кане народилася 2 січня 1903 року в селищі Вадзіро, повіт Касуя (зараз район Хіґасі), Фукуока, Префектура Фукуока, Японська імперія.
Кане була сьомою з восьми дітей у сім'ї Кумакіті та Куми Ота. 6 січня 1922 року стала дружиною Танаку Хідео, хоча до весілля вони не зустрічалися. У шлюбі народила четверо дітей та усиновила одну дитину. Під час Другої світової війни працювала в магазині, який належав її родині («Танака Мотія»), де продавала рисові коржі та локшину. Її син Нобуо був узятий у полон радянськими військами. Його звільнили у 1947 році.
Вона працювала в тому ж сімейному магазині, доки в 63 роки не вийшла на пенсію. В 1970-х відвідала США, де жили кілька її племінниць та племінників.
У віці 103-х років у Танаки був діагностований колоректальний рак, але вона перемогла хворобу. Коли їй було 107 років, її син написав про неї книгу, в якій описав її життя та довголіття.
Станом на січень 2020 року Танака проживала в Префектурі Фукуока. Їй 117 років, вона пересувалася за допомогою ходунків або інвалідного візка і жила в будинку для літніх людей з 2005 року. Довгожителька зазвичай вставала о шостій ранку і займалася математикою. Також вона любила грати в настільну гру «Отелло».
Вона любила писати вірші і все ще могла згадати свої поїздки до США. Танака вважала, що прожила так багато років завдяки своїй вірі в Бога.
Після смерті своєї співвітчизниці Міяко Тійо 22 липня 2018 року Танака стала найстарішою нині живою людиною в світі, чий вік не викликає сумніву. 29 січня 2019 року, після смерті Акіями Сімое Танака стала останньою японкою, яка народилася у 1903 році. 18 червня 2019 року, після смерті італійки Марії-Джузеппи Робуччі-Нарджизо вона стала останньою людиною в світі, яка народилася у 1903 році.
9 березня 2019 року Танака Кане офіційно визнана Книгою рекордів Гіннеса «Найстарішою людиною у світі» та «Найстарішою жінкою в світі».
2 січня 2020 року Танака Кане відсвяткувала 117-річчя і стала 4-ю японкою в історії (після Тадзіми Набі, Міяко Тійо та Окави Місао) та загалом 10-ю людиною в світі, яка змогла досягти такого поважного віку.
Померла у віці 119 років 19 квітня 2022 року.

## Рекорди довголіття
- 15 грудня 2017 року стала четвертою в списку нині живих повністю верифікованих супердовгожителів.
- 2 січня 2018 року стала 44-ю повністю верифікованою людиною в історії, яка офіційно відсвяткувала 115-річчя.
- 21 квітня 2018 року стала третьою в списку нині живих повністю верифікованих довгожителів.
- 27 квітня 2018 року увійшла в топ-30 найстаріших повністю верифікованих жінок в історії.
- 8 червня 2018 року увійшла в топ-30 найстаріших повністю верифікованих людей в історії.
- 6 липня 2018 року стала другою в списку нині живих довгожителів.
- 22 липня 2018 року стала найстарішою повністю верифікованою нині живою людиною в світі.[7]
- 2 січня 2019 року стала 20-ю повністю верифікованою людиною в історії, яка офіційно відсвяткувала 116-річчя.[7]
- 18 червня 2019 року, після смерті італійської супердовгожительки Марії-Джузеппи Робуччі-Нарджизо стала останньою людиною, яка народилася в 1903 році.[7]
- 15 грудня 2019 року увійшла в десятку найстаріших повністю верифікованих людей в історії.
- 2 січня 2020 року стала 10-ю повністю верифікованою людиною в історії, яка офіційно відсвяткувала 117-річчя.[7]
- 30 січня 2020 року стала 9-ю найстарішою повністю верифікованою людиною в світовій історії та 3-ю найстарішою людиною в історії Японії та Азії (після Тадзіми Набі та Міяко Тійо).[7]
- 23 березня 2020 року стала 8-ю найстарішою повністю верифікованою людиною в світовій історії та 2-ю найстарішою людиною в історії Японії та Азії (після Тадзіми Набі).[7]
- 18 травня 2020 року стала 7-ю найстарішою повністю верифікованою людиною в історії.
- 9 липня 2020 року стала 6-ю найстарішою повністю верифікованою людиною в історії.
- 19 серпня 2020 року стала 5-ю найстарішою повністю верифікованою людиною в історії.
- 6 вересня 2020 року стала 4-ю найстарішою повністю верифікованою людиною в історії.
- 18 вересня 2020 року стала 3-ю найстарішою повністю верифікованою людиною в світовій історії та найстарішою людиною в історії Японії та Азії.
- 2 січня 2021 року стала 3-ю повністю верифікованою людиною в історії та першою людиною в історії Японії та Азії, яка офіційно відсвяткувала 118-річчя, а також першою людиною за останні 22 роки, яка офіційно досягла такого поважного віку.
- 2 січня 2022 року стала третьою людиною в історії (після Жанни Кальман і Сари Кнаус), яка досягла віку 119-ти років.
- 10 квітня 2022 року стала другою найстарішою повністю верифікованою людиною в історії (після Жанни Кальман).